# 前向錯誤更正
前向錯誤更正（英語：forward error correction，缩写FEC）或信道编码（英語：channel coding）是一種在單向通信系統中控制传输錯誤的技術，通過連同數據發送額外的資訊進行錯誤恢復，以降低比特误码率。FEC又分为带内FEC和带外FEC。FEC的處理往往發生在第一次收到數字信號的早期階段。也就是說，糾錯電路往往是不可分割的一部分，模擬到數字的轉換過程中，還涉及數字调制解調，或線路編碼和解碼。
FEC采用预先确定的算法，以添加冗余的方式进行传输。通常每一种FEC方法都直接以该编码命名，这类编码被称为纠错码。1949年理查德·卫斯里·汉明（Hamming）提出了可纠正单个随机差错的汉明码。1960年Hoopueghem、Bose和Chaudhum發明了BCH码，Reed與Solomon又提出ReedSolomon（RS）编码，纠错能力很强，後來稱之為里德-所罗门码（Reed-Solomon codes）。ITU-T G.975/G.709規定了“带外FEC”是在SDH层下面增加一FEC层，专门處理FEC的問題。带外FEC编码冗余度大，纠错能力較强。FEC有別於ARQ，發現错误无须通知发送方重發。一旦系統丢失了原始的數據封包，FEC機制可以以冗餘封包加以補入。例如有一數據封包為“10”，分成二個封包，分别为“1”和“0”，有一冗餘封包“0”，收到任意兩個封包就能组装出原始的包。但這些冗餘封包也會產生額外負擔。